# Clarice Ahanotu
Clarice Ahanotu (27 juli 1939) is een atleet uit Nigeria.
Ahanotu nam in 1964 voor Nigeria deel aan de Olympische Zomerspelen in Tokio op het onderdeel 100 meter sprint. Ze kwam tot de kwartfinale.